# Stagecoach (Texas)
Stagecoach es un pueblo ubicado en el condado de Montgomery en el estado estadounidense de Texas. En el Censo de 2010 tenía una población de 538 habitantes y una densidad poblacional de 176,19 personas por km².

## Geografía
Stagecoach se encuentra ubicado en las coordenadas 30°8′30″N 95°41′59″O / 30.14167, -95.69972. Según la Oficina del Censo de los Estados Unidos, Stagecoach tiene una superficie total de 3.05 km², de la cual 2.9 km² corresponden a tierra firme y (5.17%) 0.16 km² es agua.Stagecoach tiene dos pequeños lagos artificiales, el lago Apache y el lago Hardin, construidos en el curso inferior de Sulphur Creek.

## Demografía
Según el censo de 2010, había 538 personas residiendo en Stagecoach. La densidad de población era de 176,19 hab./km². De los 538 habitantes, Stagecoach estaba compuesto por el 93.12% blancos, el 1.49% eran afroamericanos, el 1.12% eran amerindios, el 0% eran asiáticos, el 0.19% eran isleños del Pacífico, el 3.53% eran de otras razas y el 0.56% pertenecían a dos o más razas. Del total de la población el 11.15% eran hispanos o latinos de cualquier raza.